# Fort Thomas
Fort Thomas è una città degli Stati Uniti d'America, nella contea di Campbell, nello Stato del Kentucky.